# Wilhelm Mückenheim
Wilhelm Mückenheim (* 1. April 1887 in Benneckenstein (Harz); † 5. Oktober 1922 auf dem Amkenberg bei Elend (Harz)) war ein deutscher Wilderer. Er trug den Beinamen König der Wilderer.

## Leben
Mückenheim wuchs in einem Umfeld auf, in dem Wilderei zur Aufbesserung der Versorgung der Familien üblich war. Auch sein Vater betätigte sich als Wilderer. Schon in jungen Jahren ging Mückenheim illegal auf die Jagd und erwies sich dabei als ungewöhnlich guter Schütze. Beruflich war er als Gelegenheitsarbeiter tätig.
Schon vor Beginn des Ersten Weltkrieges hatte Mückenheim mehrere Gefängnisstrafen wegen Wilderei verbüßt. Auch zu Kriegsbeginn saß er gerade zur Verbüßung einer achtmonatigen Gefängnisstrafe wegen eines Jagdvergehens in Haft.
Mückenheim war mit Anna verheiratet und Vater mehrerer Kinder. Während seiner Haftzeiten ernährte seine Frau die Familie durch Heimarbeit. Die Familie lebte im Quenselschen Hause in Benneckenstein in der Wildenbach unterhalb des Gallenbergs.
Im April 1915 floh er vor einer drohenden erneuten Verhaftung und lebte untergetaucht in Benneckenstein, wobei er weiterhin illegal auf die Jagd ging. In der Nacht vom 24. auf den 25. November 1915 wurde er nach einer Wilderei vom Förster Großgebauer aus Hohegeiß verfolgt und nach längerer Suche nachts auf dem Dachboden seines Hauses festgenommen. Förster Großgebauer erhielt hierfür 120 Mark Belohnung. Mückenheim wurde noch in der Nacht in das Polizeigewahrsam im Stall des alten Rathauses am Teichdamm gebracht. Dort wurde er zunächst verhört, wobei er Großgebauer gedroht haben soll: „Na warte, die paar Jahre, die ich kriege, gehen auch mal vorbei...und schießen kann ich ja!“ Anschließend wurde Mückenheim in eine Zelle des Gewahrsams eingeschlossen. Am nächsten Morgen sollte er mit der Harzquerbahn zum Amtsgericht Ilfeld gebracht werden. Mückenheim entfernte in seiner Zelle einen dort befindlichen Eisenofen und kroch durch den Schornstein auf das Dach, von wo er über ein niedrigeres Nebendach auf den Boden gelangte und unbemerkt floh. Es gelang ihm, sich zwei Wochen in Benneckenstein bei einem Freund zu verstecken, bis er wiederum gefasst wurde. Am 9. Dezember 1915 fand dann sein Transport per Harzquerbahn zum Gefängnis des Amtsgerichts Ilfeld statt. Kurz nach der Ausfahrt aus dem Bahnhof öffnete er trotz gefesselter Hände schnell die Zugtür und sprang im Dunkeln vom Wagen in eine Schneewehe. Er wurde dann steckbrieflich gesucht.
Am 3. Februar 1916 wurde er erneut gefasst und ins Untersuchungsgefängnis nach Nordhausen gebracht. Vom Landgericht Nordhausen wurde er am 9. Februar 1916 wegen gewerbsmäßiger Wilderei, Diebstahls und Widerstand zu drei Jahren und drei Monaten Haft verurteilt.
Auch nach seiner Haftentlassung setzte er das Wildern gewerbsmäßig fort. Was die eigene Familie nicht verwerten konnte, verkaufte er oder es wurde an Bedürftige verschenkt. Insgesamt war Mückenheim in der Bevölkerung angesehen und trug den Beinamen König der Wilderer.
Im Frühjahr 1922 überraschte ihn der Nachfolger von Förster Großgebauer. Als der Förster rief: „Mückenheim, Hände hoch!“ soll Mückenheim stattdessen auf den Förster angelegt haben, worauf der Förster geschossen habe. Mückenheim wurde von einer Kugel ernsthaft verletzt und in ein Krankenhaus eingeliefert. Von dort floh er nach einer Weile und tauchte wieder in den Wäldern des Harzes unter. Er wurde wieder steckbrieflich gesucht.
Die Polizei ging 1922 davon aus, dass Mückenheim sich zur Kirmes in Benneckenstein einfinden würde und rückte mit einem Aufgebot auf sein Haus zu. Der gewarnte Mückenheim floh jedoch zuvor unbemerkt wieder in die Berge auf den Gallenberg und beobachtete von dort die erfolglose Umstellung und Durchsuchung seines Hauses.
In den folgenden Wochen wurde er intensiv gesucht. Aus Angst vor der Entdeckung verzichtete er weitgehend auf das Schießen und damit auf das Jagen. Freunde legten ihm an bestimmten Plätzen Lebensmittel hin. Auch nahm er Kontakt zu Feldarbeitern auf, die ihn versorgten.
Am 5. Oktober 1922 soll er am späten Nachmittag gemeinsam mit einer Schar Wilderer von der Bremke kommend, entlang der Grenze zur Abteilung 79 den Amkenberg hinauf in die Abteilung 78 gezogen sein. Dort lauerte Walter Lezius, der Sohn des Revierförsters Lezius und ein Hilfsförster, auf Wilderer. Hintergrund ihres Einsatzes war ein zuvor erfolgtes Vorkommnis, wobei Wilderer durch das offene Fenster der Revierförsterei Wietfeld in die Stube des Försters geschossen hatten. Die Hilfsförster sollen „Halt – Stehen bleiben“ gerufen haben, worauf Panik entstand und Schüsse fielen. Mückenheim wurde getroffen und soll den anderen zugerufen haben „Lauft und bringt Euch in Sicherheit – mich hat’s erwischt – grüßt meine Frau!“ Andere Angaben nennen den Morgen des 5. Oktobers 1922 als Zeitpunkt des Schusses.
Seine Ehefrau erstattete am 6. Oktober Anzeige, dass ihrem Mann etwas zugestoßen sein müsse. Es folgte eine Absuche. Ein Benneckensteiner Waldarbeiter führte die Suche dann ziemlich direkt zu einer Stelle, wo man Wilhelm Mückenheim tot unter einer Fichte mit einem Gewehr im Arm auffand. Er war tödlich im Herzbereich getroffen, hatte sich vom Ort der Auseinandersetzung aber noch 114 Meter entfernt.
Wer den tödlichen Schuss abgegeben hat, blieb ungeklärt. Hilfsförster Walter Lezius soll später geäußert haben, dass sein eigener Tod eine Kugel sei. Tatsächlich starb er erst 26-jährig im Jahr 1927 im Waschhaus der Försterei an einer Schussverletzung, wobei offen blieb, ob dies durch Fremdverschulden oder beim Reinigen von Waffen passierte.

## Beisetzung und Erinnerung
Über die Zuständigkeit für die Beisetzung ergab sich ein Streit zwischen der Forstmeisterei und der Stadt Benneckenstein. Im Ergebnis ging die Frage an die Witwe, ob sie bereit sei, den Leichnam von der Forstmeisterei anzunehmen. Sie willigte unter der Bedingung ein, dass die Überführung würdig und die Beisetzung erster Klasse bei vollem Glockengeläut auf Kosten der Oberförsterei erfolge. Diese willigte ein. Die Beerdigung erfolgte dementsprechend auf dem Benneckensteiner Friedhof und war ungewöhnlich gut besucht. Als Grabstein wurde ihm ein Granitfindling aus dem von ihm häufig genutzten Brockengebiet gesetzt.
An dem Punkt, wo man Wilhelm Mückenheim fand, ließ der Revierförster Fritz Peter Anfang der 1930er Jahre zur Erinnerung den Wildererstein aufstellen, der jedoch nicht beschriftet war. Der später in Vergessenheit geratene und umgestürzte Stein wurde 1997 wiedererrichtet.